# تاكايوكي سوغياما
تاكايُوكي سوگِياما (باليابانية: 杉山 貴之) (24 مارس 1976 في شيزوكا في اليابان – )؛ هو لاعب كرة قدم ياباني سابق كان يلعب كمهاجم.

## وصلات خارجية
- تاكايوكي سوغياما على موقع رابطة كرة القدم اليابانية للمحترفين (اليابانية)
- تاكايوكي سوغياما على موقع عالم كرة القدم.نت (الإنجليزية)